# Köpmanskären
Köpmanskären är öar i Finland. De ligger i Skärgårdshavet och i kommunen Pargas i landskapet Egentliga Finland, i den sydvästra delen av landet. Öarna ligger omkring 69 kilometer sydväst om Åbo och omkring 190 kilometer väster om Helsingfors. Köpmanskären ligger 5 meter över havet.
Arean för den av öarna koordinaterna pekar på är 2,6 hektar och dess största längd är 250 meter i öst-västlig riktning. Det finns inga samhällen i närheten.